# البراء بن زيد
البراء بن زيد البصري، ابن بنت الصحابي أنس بن مالك، تابعي ومُحدث، سكن البصرة.

## روايته للحديث النبوي
- روى عن: جده لأمه أنس بن مالك.
- روى عنه: عبد الكريم الجزري.
- الجرح والتعديل: ذكره ابن حبان في كتاب الثقات، وقال ابن حزم: «مجهول»، وذكره الذهبي في الميزان.[1]